# Amorino (romanzo)
Amorino è un romanzo dell'autrice italiana Isabella Santacroce del 2012.
Costituisce il capitolo conclusivo della cosiddetta "trilogia Desdemona Undicesima", iniziata con V.M.18 e proseguita con Lulù Delacroix.

## Struttura del testo
Il testo è diviso in sette capitoli, chiamati "corali liturgici" e costituiti da lettere, frammenti di diari e pagine autobiografiche scritte dai personaggi della vicenda.
Nell'economia del racconto, il nome Amorino è attribuito a una bambina uccisa molti anni prima dalle gemelle Stevenson, al coro patrocinato da Padre Amos e al libro che il personaggio di Isabella Santacroce sta scrivendo.

## Trama
Nel settembre 1911, le gemelle Annetta e Albertina Stevenson si recano nel piccolo paese di Minster Lovell, nella campagna inglese, per prendere possesso del cottage che hanno appena ereditato. La cosa suscita dei pettegolezzi tra gli abitanti di Minster Lovell, alcuni dei quali pensano che le Stevenson possano essere responsabili della morte dei loro genitori, scomparsi in modo improvviso.
Padre Amos, il parroco del paese che ha organizzato un coro chiamato "Amorino", è ritenuto dai suoi parrocchiani un uomo di grande virtù, ma in realtà cela sotto la tonaca delle autentiche perversioni sessuali. In particolare, concupisce una ragazza di nome Bernardine, figlia della sarta Margaret Green; quando comprende che questa ha occhi solo per i giovanotti del posto, ne rimane molto deluso, ma una nuova infatuazione lo prende quando le Stevenson iniziano a frequentare la sua chiesa. Le gemelle sono tenute d'occhio anche dal dottor Thompson, un medico con un figlio mongoloide che tradisce la moglie mentalmente con la sarta Green e fisicamente con l'insegnante di musica Miss Frinks.
Gli abitanti del posto sono incuriositi anche dall'arrivo di una scrittrice italiana, Isabella Santacroce, che alloggia alla locanda Old Swan per terminare il suo libro in pace: questa infatti si veste con abiti funerei e non si separa mai da due bambole. Isabella suscita delle fantasie sessuali in Margaret, nelle Stevenson, nel dottor Thompson e anche in padre Amos, il quale a sua volta viene coinvolto dalle gemelle in giochi erotici.
Miss Frinks mal digerisce la partecipazione di Annetta e Albertina al coro Amorino, perché attirano su di loro l'attenzione di tutti gli uomini presenti in chiesa; quando le affronta in modo duro, queste decidono di farla uccidere da Alexander, il bel figlio del macellaio che hanno sedotto. Gli fanno anche tagliare a pezzi la vittima, che poi cucinano e mangiano un po' alla volta, offrendo le sue carni anche ad ignari ospiti. La stessa sorte subisce Bernardine, rea di aver suscitato l'interesse di Alexander.
Da Londra giunge, per indagare sulla sparizione delle due donne, l'ispettore Arthur Conan Doyle, accompagnato dal "fotografo di spiriti" William Hope. Nessuno dei due arriva però alla soluzione del mistero; le gemelle possono restare quindi a piede libero.
Il 24 dicembre una strana oscurità avvolge il villaggio per tutta la giornata, cosa che provoca grande sgomento negli abitanti. Subito dopo la mezzanotte sorge inaspettatamente un sole caldo, che scioglie la neve al suolo e fa spuntare fiori e piante, come in un anticipo di primavera. Isabella, che il pomeriggio di Natale parte da Minster Lovell, riceve una lettera dallo spirito di Amorino, la bambina uccisa molti anni prima dalle Stevenson, che rivela di essere stata lei a produrre il miracolo dopo che, osservando le azioni della gente del posto, ha trovato finalmente la felicità eterna.

## Personaggi
Annetta e Albertina Stevenson
Gemelle trentenni, di bell'aspetto e con lunghi capelli biondi. Ognuna di loro tiene un diario.
Il dottor Thompson
Medico che si è appena trasferito a Minster Lovell con la sua famiglia. Redige un libro intitolato I segreti di Mister Lovell, nel quale raccoglie pensieri e impressioni, e che alla fine deciderà di seppellire, non trovando alcuno che sia degno di leggerlo.
Emilia Thompson
Moglie del dottor Thompson. Tradisce il marito con Padre Amos; il dottore per punirla la costringe a sottostare a rapporti anali.
Oscar Thompson.
Figlio dei precedenti, affetto da sindrome di Down, che è solito presentarsi in pubblico completamente nudo.
Padre Amos
Parroco della St Kenelm's Church, organizzatore del coro Amorino.
Margaret Green
Sarta di Mister Lovell, della quale il dottor Thompson s'innamora segretamente. È molto devota a padre Amos. Scrive lettere alla sorella Rebecca. Dopo la scomparsa della figlia cade in uno stato di profonda prostrazione, e viene accudita dalle gemelle Stevenson.
Bernardine
Figlia di Margaret, concupita da padre Amos. Scrive lettere alla cugina Octavia, figlia di Rebecca.
Tommy
Ragazzo di Minster Lovell, con cui Bernardine ha i primi rapporti sessuali.
Alexander Harris
Figlio del macellaio di Minster Lovell, molto popolare presso il gentil sesso per il suo bell'aspetto e il fisico muscoloso. È il fratello di Amorino, la bambina uccisa da Annetta e Albertina molti anni prima.
Miss Frinks
Zitella quarantenne, insegnante di musica attiva nel coro Amorino. Diventa l'amante del dottor Thompson.
Isabella Santacroce
Scrittrice italiana, che ha in comune con l'autrice del libro il nome e il fatto di scrivere un libro intitolato Amorino. Veste sempre di scuro e porta con sé due bambole chiamate Desdemona e Lulù.
Amanda
Cameriera della locanda Old Swan, coinvolta dalle Stevenson nelle loro orge e dal dottor Thompson nei suoi adulterî.
Arthur Conan Doyle
Ispettore di polizia venuto a indagare sulla scomparsa di Miss Frinks e di Bernardine. Condivide il nome con il creatore di Sherlock Holmes.
William Hope
Fotografo appassionato di spiritismo, i cui fenomeni cerca di dimostrare tramite la sua professione.

## Edizioni
- Isabella Santacroce, Amorino, collana Narratori italiani, Milano, Bompiani, 2012, ISBN 978-88-452-6983-7.